# Istituto superiore per le industrie artistiche
L'Istituto superiore per le industrie artistiche (abbreviato con l'acronimo ISIA) è un'istituzione di alta cultura pubblica dedicata al disegno industriale, con sedi a Roma, Firenze, Pescara, Pordenone, Faenza, Urbino  con accesso a numero chiuso, facente parte del Ministero dell'Istruzione, dell'Università e della Ricerca, e inserito nel comparto AFAM.

## Storia
Il nome "industrie artistiche" viene ripreso da quello della scuola ISIA ("Istituto superiore di industrie artistiche") che, sorta a Monza già nel 1922 occupandosi di arti decorative, aveva dato origine alla Biennale delle arti decorative e, successivamente, alla Triennale di Milano.
All'ISIA di Monza avevano insegnato Martini, Marini, De Grada, Semeghini. Furono studenti dell'ISIA lo scultore Costantino Nivola, il grafico pubblicitario Giovanni Pintori, lo scultore Salvatore Fancello. Nivola e Pintori verranno chiamati a lavorare alla Olivetti.
Con la riforma del 1999, i percorsi quadriennali si tramutano in diploma di primo livello (triennale) e diploma di secondo livello (biennale), in analogia con l'università.

## Le istituzioni

### Roma
Fondata nel 1962 da Giulio Carlo Argan, l'ISIA di Roma è l'istituzione più antica d'Italia per quanto riguarda la formazione nel campo dell'industrial design; nel 1965 si definisce come "corso di disegno industriale" (una sorta di master per gli architetti e ingegneri), e cambia nome nel 1973 equiparandosi ad un istituto di alta formazione gestito dal Ministero dell'Istruzione (come l'accademia di belle arti o il conservatorio), dove per "industrie artistiche" si intende la parte artistica della produzione industriale. È l'unico istituto al mondo ad essere stato insignito di due premi "Compasso d'Oro" da parte dell'Associazione dei designer italiani (ADI), nel 1979 e nel 1987, oltre a una selezione per lo stesso premio nel 1981. Nel 2004 è stato attivato un biennio specialistico in "design dei sistemi". Nel 2022 sono stati attivati a Roma i corsi magistrali biennali in "Design sistemico per la Comunicazione" e "Design sistemico per i Servizi e i Prodotti". 
La sede dell'istituto è situata a Roma, in piazza della Maddalena 53, ed è adiacente alla chiesa di Santa Maria Maddalena e al collegio dei camilliani, nei pressi del Pantheon.
Pordenone
L'ISIA di Pordenone è una sede decentrata dell'ISIA di Roma. Essa accoglie il corso triennale in disegno industriale.
Riconoscimenti
 Premio Compasso d'oro  nel 1979
 Premio Compasso d'oro  nel 1987

### Firenze
L'ISIA di Firenze nasce poco dopo quella di Roma; la sede attuale è in Via Pisana 79 (nei locali delle Scuderie di Villa Strozzi). Si compone di un triennio ad indirizzo generico, centrato sulle tematiche del design ed un biennio specialistico suddiviso in industrial design e design della comunicazione. Vi hanno tenuto il corso di design Enzo Mari, Jonathan De Pas, Paolo Deganello, Andries van Onck, Denis Santachiara, Gilberto Corretti, Giuseppe Furlanis, Isao Hosoe, Biagio Cisotti, Alberto Meda e Franco Raggi.

### Faenza
L'ISIA di Faenza nasce nel 1980. Inizialmente è strutturata in maniera diversa dagli istituti analoghi, poiché la sperimentazione e lo studio erano molto orientati verso i prodotti in ceramica. Subisce un sostanziale cambiamento verso la metà degli anni novanta: rimane attivo l'interesse per la ceramica, ma si concepisce come "Product Design", aperto verso l'impiego di tutti i materiali e in tutti i campi di applicazione che essi permettono.

### Urbino
L'ISIA di Urbino assume la sua denominazione e veste giuridica nel 1974, su Decreto del Ministro Malfatti, grazie alla collaborazione di docenti universitari, architetti e professionisti del settore grafico, tra cui Pietro Sanchini, Giancarlo De Carlo, Renato Bruscaglia, Armando Brandolese, Bob Noorda e Giancarlo Iliprandi. Da allora è riconosciuta come la più importante istituzione statale in Italia per la progettazione grafica ed editoriale. 
La scuola prende vita dal Corso Superiore per Arti Grafiche, nato nel 1963 in annessione con l'Istituto Statale d'Arte di Urbino.
A seguito della legge di riforma 508/1999, sono stati attivati, a partire dall'anno accademico 2005-2006 un corso di primo livello in Progettazione grafica e
Comunicazione visiva, e un corso di secondo livello (specialistico), in Comunicazione, design ed editoria. Dal 2010 è attivo un secondo corso di diploma specialistico,
in Fotografia dei beni culturali, e dal 2011 è attivo quello in Illustrazione.
Ha ricoperto la carica di presidente, dal febbraio 2013 al 21 luglio 2016, Nando dalla Chiesa; fino alla nomina, da parte del MIUR, di Ilvo Diamanti, quale suo successore.
L'Istituto ha sede nel prestigioso ex monastero di Santa Chiara; progettato, nella seconda metà del XV secolo, da Francesco di Giorgio Martini.

### Pescara
L'ISIA di Pescara nasce nel 2016, anche se ha origine nel 2009, con l’avvio dell’attività formativa come sede decentrata dell’ISIA di Roma.
L'istituto valorizza anche la preziosa eredità culturale, professionale e manageriale della tradizione del Design nel contesto territoriale di primario riferimento, a partire dalle esperienze prestigiose testimoniate da Corradino D’Ascanio e Nazareno Fonticoli.

### Monza
L'ISIA di Monza nasce nel 1922. Fu costituito dal consorzio dei comuni di Monza, di Milano e dalla Società umanitaria basandosi sul principio che individuava nell'educazione e nell'apprendimento di un mestiere i principali strumenti per l'elevazione sociale dei meno abbienti. Nei fatti era quindi una sorta di università di arti decorative con lo scopo di formarvi, tramite l'artigianato, dei professionisti nell'arte e nel design. Dopo poco più di vent'anni di attività e difficoltà di finanziamento l'Istituto fu chiuso nel 1943 e non fu più riaperto come tale.